# Josep Vilanova (organista)
Josep Vilanova (16?? – 16??) fou un organista i rellotger català.
Va ser el successor de Joan Vilanova en el magisteri de Santa Maria, cosa que fa pensar que es podria tractar d’una successió familiar en el càrrec. En el Llibre de Taula el nom de Josep Vilanova comença a aparèixer a partir del març de 1663; pel que fa als pagaments anuals a l’organista.
Gràcies a un rebut del 2 de setembre de 1663 també sabem que era un gran rellotger: «a mº Joseph Villanova 10 ll y son per son salari de sonar lo orga y per fer lo reloixa». En un altre rebut del 2 de novembre de 1664 queda constància de la seva bona feina «a mº Juseph Vilanova organista quinsa lliuras se li promateren per sinc any i son per la tersera paga de las quinza lliures en ajuda del matrimoni de sa germana.» Aquest document deixa constància del nom de la seva germana, Angelina, i permet confirmar que Vilanova era fill de Joan Vilanova, el seu antecessor en el magisteri de l'orgue igualadí.
El seu sou anual era de 20 lliures i comprenia els conceptes d’organista i rellotger.
Josep Vilanova traspassà entre finals de 1665 i principis de 1666 i el seu cunyat, Joan Jutglar, assumiria les funcions de l’organistia fins a l’arribada d’un nou titular.